# أوتو إندر
أوتو إندر (بالألمانية: Otto Ender)‏ ـ (24 ديسمبر 1875 ـ 25 يونيو 1960) هو سياسي نمساوي، شغل منصب مستشار النمسا في حقبة الجمهورية الأولى خلفًا لكارل فوغوان لفترة أقل من عام امتدت بين 4 ديسمبر 1930 و20 يونيو 1931.

## روابط خارجية
- أوتو إندر على موقع الموسوعة البريطانية (الإنجليزية)
- أوتو إندر على موقع مونزينجر (الألمانية)